# REM睡眠反弹
REM睡眠反弹（英語：REM rebound）是指在经过一段时间睡眠不足后，睡眠阶段中快速动眼期（REM）的频次与时长的增加。当人们在进入REM前醒来，他们会在后续睡眠中更快速地进入REM。当人们在一段时间内无法完成足够的REM睡眠时长，取得REM睡眠的压力增加，于是在后续睡眠中，REM阶段所占时间比率增加。
早期研究者发现REM睡眠阶段与梦相关，占据约20%总睡眠时长。因此，有研究者开始设计REM睡眠剥夺实验，以探究其重要性。在实验中，每当受试者的脑电图与眼球运动显示出进入REM的迹象，他们就会被叫醒并在后续几分钟内保持清醒。随着“睡眠剥夺”次数增加，受试者更频繁的试图进入REM睡眠，因此他们被叫醒的频次也增加。随着实验进行，受试者变得易怒、焦虑、饥饿，部分受试者离开了实验。五晚之后，剩余的受试者被允许不受干扰进入睡眠，结果显示其睡眠中REM阶段所占比例显著增加：从正常状态的平均19.4%增加到了平均26.6%。相比在随机时间段、相同频次被叫醒的对照组，被剥夺REM睡眠的实验组差异显著。
REM睡眠反弹表明，对于大脑而言，睡眠各阶段都十分重要。在部分海洋哺乳动物，如海豚和海豹中，当一个大脑半球被剥夺REM睡眠，那么就这有这半球会出现REM睡眠反弹，而另一半球不受影响。
REM睡眠反弹常出现在服用安眠药的人群，也可能在睡眠呼吸暂停患者使用CPAP的前几晚出现。酒精也会影响REM睡眠，它可在前半晚抑制REM，由此在进入睡眠四到五小时后引发REM睡眠反弹。多数抗抑郁药物，例如西酞普兰和帕罗西汀，也会抑制REM睡眠，因此在停药后造成REM睡眠反弹。